# Johns River (Connecticut River)
Der Johns River in New Hampshire ist ein ca. 16,5 km langer Nebenfluss des Connecticut River in Coös County. Er entspringt am Cherry Mountain in Jefferson, fließt in einer Schleife nach Norden durch den Cherry Pond und den Little Cherry Pond, und dann in erst westlicher, danach zumeist nordwestlicher Richtung zum Connecticut. Der Name geht auf die Brüder John und Israel Glines zurück, die vor 1740 in der Gegend des John und des Israel River jagten und Fallen stellten. Das Einzugsgebiet ist 144,84 km² groß, vorwiegend bewaldet und wird teilweise bewirtschaftet. Neben ausgedehnten Erlenbrüchen gibt es Bestände von Espen, Birken, Kiefern und Fichten. Es wird von der US 3 sowie den Staatsstraßen NH 115, 116, 135 und 142 durchquert. Oberhalb von Whitefield verläuft die Bahnstrecke Whitefield Junction–Berlin teilweise, unterhalb die Bahnstrecken Woodsville–Groveton und Portland–Island Pond entlang des Flusslaufes. Nur die letzte ist noch für Verkehr freigegeben. In Jefferson, Whitefield und Carroll liegt die Pondicherry Division der Silvio O. Conte National Fish & Wildlife Refuge, in der die Seen Cherry Pond, Little Cherry Pond und Mud Pond liegen. Hier liegen bedeutende Zugvögelhabitate. Pondicherry wurde 2004 als die erste Important Bird Area in New Hampshire ausgewiesen und ist ein National Natural Habitat.